# Следотърсачите
„Следотърсачите“ (на английски: The Searchers) е американски игрален филм - уестърн, излязъл по екраните през 1956 година, режисиран от Джон Форд с участието на Джон Уейн, Джефри Хънтър, Вера Майлс и Натали Ууд в главните роли.

## Сюжет
Итън Едуардс се завръща от Гражданската война в Тексас в ранчото на брат си, надявайки се да намери дом със своето семейство и да бъде близо до жената, която очевидно, но тайно обича. Но нападение на команчи (индианци) унищожава тези планове и Итън заедно с 1/8 индианския си племенник Мартин поема на дълго години пътуване да намерите племенницата си, отвлечена от индианците под командването на вожда Белег. Но с течение на времето Мартин започва да осъзнава, че омразата на чичо му към индианците започва да се прелива върху неговата племенница. Мартин става несигурен дали Итън планира да спаси Деби ... или да я убие.

## В ролите
| Актьор        | Роля                   |
| ------------- | ---------------------- |
| Джон Уейн     | Итън Едуардс           |
| Джефри Хънтър | Мартин Пауи            |
| Вера Майлс    | Лори Йоргенсен         |
| Уорд Бонд     | Самюел Джонсън Клейтън |
| Натали Ууд    | Деби Едуардс (голяма)  |
| Джон Куалън   | Ларс Йоргенсен         |
| Олив Кери     | г-жа Йоргенсен         |

## Награди и Номинации
Филмът е поставен от Американския филмов институт в някои категории както следва:
- АФИ 100 години... 100 филма – #96
- АФИ 100 години... 100 филма (10-о юбилейно издание) – #12
- АФИ 10-те топ 10 – #1 Уестърн

- През 1989 година, филмът е в първата група произведения, избрани като културно наследство за опазване в Националния филмов регистър към Библиотеката на Конгреса на САЩ.